# 趙知遠
趙知遠（1927年5月19日—），又名赵同生，湖北隨縣人，生於北平市，中华民国空军二級上将。

## 生平
1927年5月19日，趙知遠幼年在北平读书。1937年蘆溝橋事變爆發後，他隨父母逃亡至重慶；後至成都，於成都先後唸了少城小學及民新小學，並擔任兒童宣傳隊隊長，負責組織幼童抗日，1940年，就讀民新中學一年級時，逢空军幼年学校招生，於是考取了空軍幼校第一期。1946年6月，幼校毕业后转入笕桥空军军官学校学习飞行技术（中央航空学校第十八期，后转空军军官学校第二十六期）。后被送往美国，进入美国空军学院，接受飞行训练及研究空权战术理论。经雷炎均与姚兆元提拔，历任中华民国空军飞行员、分队长、中队作战长、中队长。1958年，参加八二三空战，与中国人民解放军空军交战，获得战斗英雄称号。
1967年，赵知远經空軍總部遴選後，派駐越南共和國，擔任中華民國駐越軍事顧問團安寧組組員及駐越南空軍司令部首席顧問，輔助南越空軍開展政戰工作
1968年，出任第五大队政战室主任。1969年，任第五联队督察室主任。1970年，任五大队上校大队长。1972年，任中华民国空军总部作战组副组长。1974年，任第四联队政治部主任。1975年，任空军总部作战组组长。後任空軍第四四三聯隊聯隊長、總部作戰署署長。1982年，出任参谋本部聯二（情报）参谋次长室次长，1984年任空军总司令部参谋长。1986年7月，任空军总司令部副总司令。1987年12月2日，授为空军二级上将衔，并任参谋本部副参谋总长。1988年7月，当选中国国民党第十三届候补中央委员。1989年因爆发林賢順事件，郝伯村成立专案调查小组。事件处理后，一度传闻赵知远接替陈燊龄出任中华民国空军总司令。赵知远认为敏感时期贸然进行人事改组，会让空军纠纷复杂化。他成功说服了郝伯村改变初衷，而他的名望也因此不断上升。
1994年4月，赵知远出任中华民国国防部副部长。此前1993年12月9日，台湾海军总部武器获得室执行长尹清楓上校被人勒死弃尸。1994年10月19日，监察院追究此案，进而弹劾了海军总部武器获得室主任姚能君中将、李昆材少将及后勤署长郑家财少将。指称他们在任职期间，有多名部属涉嫌触犯泄密罪或贪渎罪；赵知远在立法院表示赞同监察院的决定。1996年7月，赵知远担任中華民國總統府戰略顧問。1997年8月，当选中国国民党第十五届候补中央委员。
2004年，江苏省海联会与江苏省中國國民黨革命委員會举办原空军幼年学校校友在南京的联谊活动，赵知远受邀出席。